# راکوتن
راکوتن (به انگلیسی: Rakuten) شرکت خدمات اینترنتی است، که در زمینه مدیریت فروشگاه خرید اینترنتی فعالیت می‌کند. این شرکت بزرگترین سایت تجارت الکترونیکی در ژاپن و هم‌چنین در میان بزرگترین شرکت‌های اینترنتی در دنیا محسوب می‌شود.
هیروشی میکیتانی در فوریه ۱۹۹۷ این شرکت را تأسیس کرد.
در سال ۲۰۱۲، درآمد این شرکت ۴٫۷ میلیارد دلار بوده‌است و در مجموع ۱۰،۳۵۱ کارمند در سراسر جهان دارد.راکوتن در سال ۲۰۱۸ اسپانسر بارسلونا و از جولای ۲۰۲۱ فعالیت خود را با باشگاه فوتبال بارسلونا قطع کرد تا اسپاتیفای جانشین او شود. 